# 橋姫

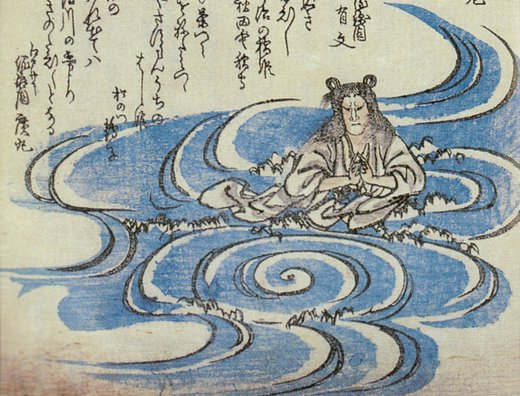
竜閑斎画『狂歌百物語』より「橋姫」

橋姫（はしひめ）は、橋にまつわる日本の伝承に現れる女性・鬼女・女神である。

## 概要
主に古くからある大きな橋では、橋姫が外敵の侵入を防ぐ橋の守護神として祀られている。古くは水神信仰の一つとされ、橋の袂に男女二神を祀ったことが始まりともいわれている。
橋姫は嫉妬深い神ともいわれ、橋姫の祀られた橋の上で他の橋を褒めたり、または女の嫉妬をテーマとした『葵の上』や『野宮』などの謡曲をうたうと、必ず恐ろしい目に遭うという。これは、土地の神は一般にほかの土地の噂を嫌うという性格や、土地の信者の競争心などが、橋姫が女性であるために嫉妬深いという説に転化したもの、もしくは「愛らしい」を意味する古語の「愛（は）し」が「橋」に通じ、愛人のことを「愛し姫（はしひめ）」といったことに由来する、などの説がある。
橋姫の中でも有名なものが、京都府宇治川の宇治橋に祀られる宇治の橋姫であり、他に大阪市淀川の長柄橋、滋賀県瀬田川の瀬田の唐橋などに祀られていることが知られる。

## 宇治の橋姫

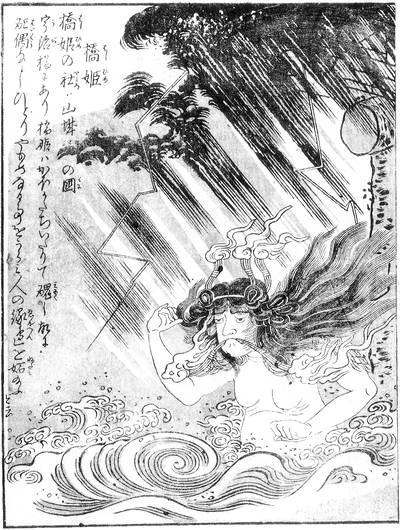
鳥山石燕『今昔画図続百鬼』より「橋姫」。解説文に「橋姫の社は山城の国宇治橋にあり」とあることから、宇治の橋姫を描いたものと解釈されている。

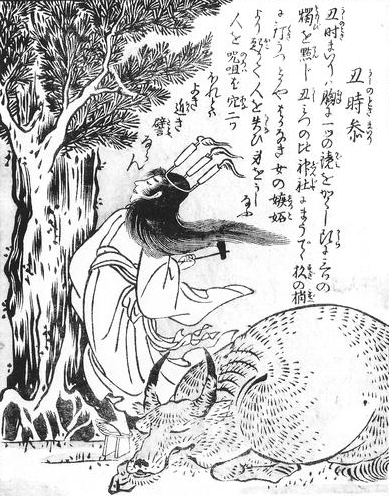
鳥山石燕『今昔画図続百鬼』より「丑の刻参り」

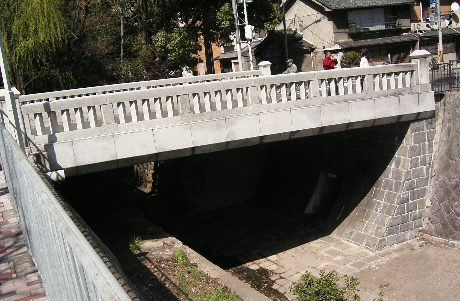
現在の堀川と戻り橋

宇治の橋姫（うじのはしひめ）は、京都府宇治川の宇治橋で祀られる橋姫。
多様な伝承と側面を持ち、主なものに源綱（渡辺綱）が一条戻橋で遭遇し斬った「嫉妬の鬼」、宇治橋そばの橋姫神社に祭られている「橋の守り神」、の2つがある。

### 文献

#### 古今和歌集
古くは、『古今和歌集』（905年）第14巻の詠み人知らずの歌に、
と現われている。
歌の世界ではしばしば伝説と異なり、橋姫は愛らしい女性としてロマンチックな歌に現われた。

#### 平家物語
嫉妬に狂う鬼としての橋姫が現われるのは、『平家物語』の読み本系異本の『源平盛衰記』・『屋代本』や『太平記』などに収録されている「剣巻」で、橋姫の物語の多くの原型となっている。異本であるため、出版されている『平家物語全集』の類の多くには収録されていない。
大意は次の通り。
嵯峨天皇の御世（809年-825年）、とある公卿の娘が深い妬みにとらわれ、貴船神社に7日間籠って「貴船大明神よ、私を生きながら鬼神に変えて下さい。妬ましい女を取り殺したいのです」と祈った。明神は哀れに思い「本当に鬼になりたければ、姿を変えて宇治川に21日間浸れ」と告げた。
女は都に帰ると、髪を5つに分け5本の角にし、顔には朱をさし体には丹を塗って全身を赤くし、鉄輪（かなわ、鉄の輪に三本脚が付いた台）を逆さに頭に載せ、3本の脚には松明を燃やし、さらに両端を燃やした松明を口にくわえ、計5つの火を灯した。夜が更けると大和大路を南へ走り、それを見た人はその鬼のような姿を見たショックで倒れて死んでしまった。そのようにして宇治川に21日間浸ると、貴船大明神の言ったとおり生きながら鬼になった。これが「宇治の橋姫」である。
橋姫は、妬んでいた女、その縁者、相手の男の方の親類、しまいには誰彼構わず、次々と殺した。男を殺す時は女の姿、女を殺す時は男の姿になって殺していった。京中の者が、申の時（15～17時ごろ）を過ぎると家に人を入れることも外出することもなくなった。
そうした頃、源頼光の四天王の1人源綱が一条大宮に遣わされた。夜は（橋姫のせいで）危険なので、名刀「鬚切（ひげきり）」を預かり、馬で向かった。
その帰り道、一条堀川の戻橋を渡る時、女性を見つけた。見たところ20歳余で、肌は雪のように白く、紅梅色の打衣を着て、お経を持って、一人で南へ向かっていた。
綱は「夜は危ないので、五条まで送りましょう」と言って、自分は馬から降りて女を乗せ、堀川東岸を南に向かった。正親町の近くで女が「実は家は都の外なのですが、送って下さらないでしょうか」と頼んだので、綱は「分かりました。お送りします」と答えた。すると女は鬼の姿に変わり、「愛宕山へ行きましょう」と言って綱の髪をつかんで北西へ飛び立った。
綱はあわてず、鬚切で鬼の腕を断ち斬った。綱は北野の社に落ち、鬼は手を斬られたまま愛宕へ飛んでいった。綱が髪をつかんでいた鬼の腕を手に取って見ると、雪のように白かったはずが真っ黒で、銀の針を立てたように白い毛がびっしり生えていた。
鬼の腕を頼光に見せると頼光は大いに驚き、安倍晴明を呼んでどうすればいいか問うた。晴明が「綱は7日間休暇を取って謹慎して下さい。鬼の腕は私が仁王経を読んで封印します」と言ったので、その通りにさせた。
剣巻では橋姫の腕を斬った「鬚切」はこの事件により「鬼丸（おにまる）」と呼ばれるようになったとされる。綱の羅生門の鬼退治（『酒呑童子』）や多田満仲の戸隠山の鬼退治（『太平記』）などで振るわれた鬼切（おにきり）と同一視されることが多い、鬼と縁が深い名刀である。
橋姫が浸った川は宇治川で、祭られているのは宇治川の宇治橋だが、綱が橋姫と出合ったのは堀川の一条戻り橋である。
歳月の経過は特に描写されていないが、源頼光・源綱・安倍晴明の時代は「嵯峨天皇の御世」の200年近く後である。

#### その他
『源氏物語』、『太平記』、『橋姫物語』にもその名が見える。
宇治市源氏物語ミュージアムでは、「橋姫　－女人たちの心の丈－」というオリジナル映像作品が上映されている。

### 鉄輪
『平家物語』の「剣巻」を元に話を膨らませた能の演目『鉄輪（かなわ）』がある。橋姫が頭にかぶった鉄輪から名が取られている。
橋姫は、後妻に夫を奪われた女性となっている。元夫と後妻は、呪い殺される寸前で怪異に気づき、安倍晴明に相談すると、このままでは今夜までの命と告げられた。
晴明は夫婦に頼まれ、形代（身代わりの人形）を使った呪い代えを試みると、鬼女が姿を現わした。その姿は、川での儀式の時と同じ、鉄輪や松明をつけた姿であった。舞台では、嫉妬と復讐心に顔を歪める女性の能面「橋姫」が使われる。
橋姫は夫婦に襲い掛かるが、晴明と三十番神に撃退され、「時期を待つ」と言い残して消えていった。
剣巻で重要登場人物だった源綱は登場しない。

### 丑の刻参り
橋姫が行なった呪いの儀式が、丑の刻参りのルーツである。

### 橋姫神社
宇治川に架かる宇治橋の近くに橋姫神社がある。正式には、上流から遷祀されたとされる瀬織津媛（せおりつひめ）を祭っているが、『平家物語』などでの橋姫と同一視されている。源綱に討たれた後に橋の神になったという話もある。
橋を守る女神として祭られているが、縁切りの神でもあり、悪縁を切るご利益がある。逆に、恋人同士や婚礼の儀で、神社の前を通ったり宇治橋を渡ったりするのはタブーである。

### 饗土橋姫神社
かつては伊勢神宮の五十鈴川には橋はかかっておらず、人々は流れの緩やかな川を禊しながら渡っていた、あるいは渡るための石が並べられて、そこを渡る時代もあったといわれる。しかし、それでは大雨の増水のために渡れなくなることもあり、やがて橋がかけられるようになった。それが文献で確認できる初出が12世紀ごろである。
饗土橋姫神社の創建もほぼ宇治橋が架けられるようになった平安時代より後、鎌倉か室町時代と考えられる。文献にはじめて記されるのは室町時代になってからで、もとは大橋橋姫御前社、と呼ばれていた。饗土はそのあたりの地名である。「饗土」とは、疫神や悪霊を防ぐ道饗の祭をおこなう場所を意味する。ただし、京都の宇治のように橋の上に祀られることはなく、丑の刻参りやおどろおどろしい女性の怨念話、妖怪話とは全く縁がない。かつての鎮座地は、よく記念撮影をするところ、つまり宇治橋のすぐ手前、鳥居の立つ地点から松の植え込みのある辺りであった。以前は、松ではなく二株の桜の木であった。今では、宇治橋から約200メートルも離れたはずれにあり、その存在すらあまり知られていない。現在の宇治橋の形状に似た大橋が落成したのは、『河崎氏年代記』が記す将軍足利義教が寄進のうえ参宮した永享6年（1435年）とされる。　荒木田守良は『神宮典略』において、山城国（京都府）宇治橋の橋姫明神に倣い寛正7年（1467年）3月の将軍足利義教参宮に併せ、饗土の地に橋姫神社が創建されたと解説している。従って、五十鈴川の橋姫も京都宇治と同じ瀬織津姫を祀っていることになる。
橋姫が祀られているのは他に、滋賀県、瀬田の唐橋と大阪の長柄橋（神社は現存せず）がある。有名な徳川家はこの橋姫を祖とし、その名を冠した一橋家を産み落としたとする説がある。